# Ramphia transacta
Ramphia transacta là một loài bướm đêm trong họ Erebidae.